# Lycosa vachoni
Lycosa vachoni là một loài nhện trong họ Lycosidae.
Loài này thuộc chi Lycosa. Lycosa vachoni được Guy miêu tả năm 1966.